# Brukterergau
Der Brukterergau (auch Borahtra, Botheresgau, Botheresge, Pagus Boroctra) war ein von den Franken nach dem germanischen Stamm der Brukterer (Boructuarii, Boruktuarier, Boruakter, Borchter) benanntes Gebiet zunächst zwischen Emscher (bzw. Lippe) und Ruhr von Essen bis Soest, später im Sauerland und Teilen des Bergischen Lands. Im Mittelalter wurde der Begriff zunächst parallel zum Namen Westfalengau (Pagus Westfalon) angewandt.

## Geschichte
Nachdem die Brukterer im Jahre 98 n. Chr. von den Angrivariern und Chamaven vernichtend geschlagen und fast ausgerottet worden waren, flüchteten die Reste des Stammes in das Gebiet der mit ihnen verbündeten Tenkterer und ließen sich südlich der Lippe nieder. Im 3. Jahrhundert gehörten sie bereits zum Stammesverband der Franken und breiteten sich rechtsrheinisch nördlich bis etwa auf die Höhe von Neuss und südlich bis Koblenz aus. Ein großer Teil der Frankeneinfälle in das Römische Reich im 4. und 5. Jahrhundert ging von den Brukterern aus, und sie dürften um die Mitte des 5. Jahrhunderts auch Köln und einen Teil des linken Rheinufers besetzt haben.  Ihr Name lebte in ihrem alten Stammesgebiet zwischen Lippe und Ruhr in dem Gaunamen Borahtra zumindest bis ins 8. Jahrhundert fort.
In den Sachsenkriegen Karls des Großen gerieten die Brukterer zwischen die verfeindeten Franken und Sachsen. Nach der Unterwerfung der Sachsen wurden sie wohl auf Geheiß Kaiser Karls im Sauerland und Teilen des Bergischen Lands angesiedelt, und der Name Brukterergau wurde in der Folge auf dieses Gebiet angewandt.

## Gliederung
Der Brukterer- oder Westfalengau war in karolingischer Zeit seinerseits in Unter- oder Centgaue unterteilt:
- Der Centgau Lochtorp lag in der Gegend des Eslohe mit den alten Gerichtsbezirken Kalle, Oedingen und Reiste-Eslohe.
- Der Centgau Grafschaft umfasste im Wesentlichen das Gebiet der späteren Edelherren von Grafschaft im Raum Winterberg-Schmallenberg insbesondere im Gebiet des Gerichts Oberkirchen.
- Der Centgau Angeron oder Hengeren umfasste etwa das Gebiet des heutigen Meschede, das alte Gericht Remblinghausen und das sogenannte Ruhramt Arnsberg.
- Der Centgau Soest umfasste in etwa die Soester Börde.
- Der Centgau Hare lag auf dem Haarstrang.
- Der Centgau Arpesfelt umfasste im Kern das Kirchspiel Hönkhausen und die Gegend von Rüthen und Brilon. Ein wesentlicher Teil davon gehörte später zum Gebiet der Grafen Haold.
- Der Centgau Langaneka umfasste wohl die nördlichen Teile der Gerichte Erwitte und Geseke.
- Der Centgau Geseke lag ebenfalls im Gebiet Geseke.[1]